# Antonio Caballero Fernández de Rodas
Antonio Caballero Fernández de Rodas (Madrid, 3 d'abril de 1816 - 26 de desembre de 1876) fou un militar espanyol.
Estudià en l'Acadèmia d'Enginyers i després passà a l'arma d'infanteria amb el grau de sotstinent, prenent part en la primera guerra carlina i tenint ocasió de distingir-se pel seu valor, el que li captà la simpatia dels seus superiors. El 1854, quan el pronunciament de Vicálvaro (Vicalvarada), Caballero, que fins llavors havia romàs fidel al Govern, es passà als revoltats en plena acció junt amb molts d'altres dels seus companys, entre ells Echagüe, llavors coronel del regiment d'infanteria del Príncep.
En declarar-se la Guerra d'Àfrica, Caballero formà part de les tropes expedicionàries i el seu valor i perícia li valgueren l'ascens a brigadier. Al retornar a Madrid tingué una qüestió amb el cèlebre orador Nicolás García Rivero, i en el duel que fou el seu desenllaç resultà ferit Rivero, fet que li restà molta popularitat al general, ja que en aquella època el seu contrincant era l'ídol del poble de Madrid. Fou desterrat junt el duc de la Torre i altres generals, romanent cert temps a les Illes Canàries i retornant a la Península per preparar el moviment de 1868, del que fou un dels més actius factors. Signà el Manifest de Cadis, i en la batalla del Pont d'Alcolea comandava una divisió, contribuint no poc al triomf de les forces revolucionàries i sent ascendit pel seu comportament a tinent general.
Després fou director general de l'arma d'artilleria i més tard es posà al front de la columna que operà contra els republicans armats d'Andalusia, als que aconseguí dominar en breu temps, si bé se l'acusà que per apoderar-se de Màlaga col·locà a les esposes i fills dels revolucionaris al cap de les forces que comanava.